# أندريه أغاسي

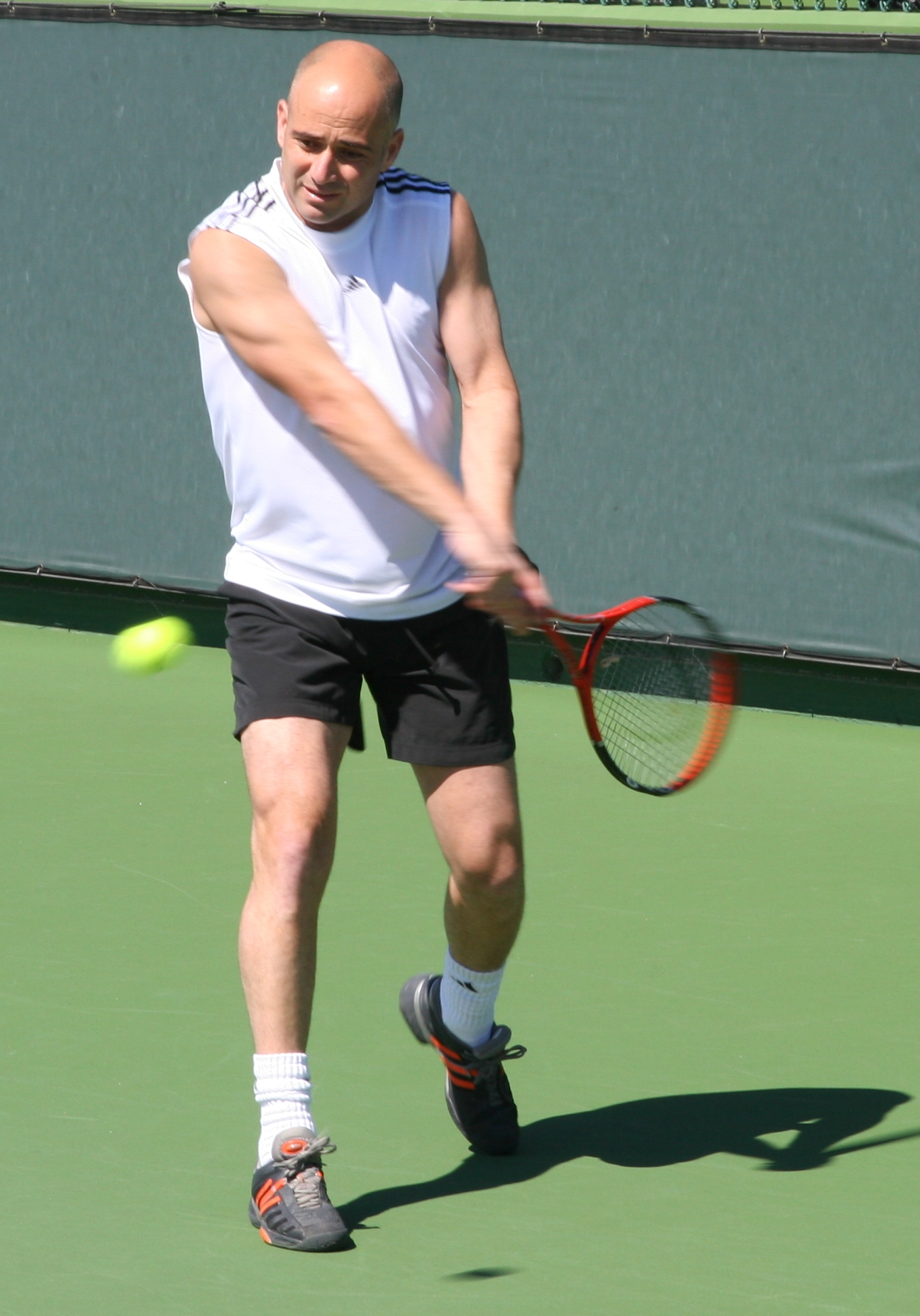
أندريه أجاسي

أندريه كيرك أغاسي (ولد في 29 أبريل 1970، في لاس فيجاس، نيفادا، الولايات المتحدة الأمريكية) (Andre Kirk Agassi) لوالدين من أصل أرمني إيراني. وهو لاعب كرة مضرب محترف ومصنف أول عالمياً من الولايات المتّحدة. وهو واحد من بين 6 لاعبين فقط ربحوا كلّ مسابقات الجراند سلام الأربعة للفردي أثناء مسيرته. والماسترز، وكأس ديفس، وميدالية ذهبية أوليمبية. أعتزل عام 2006.
لعب أجاسي آخر مبارياته يوم الأحد، بتاريخ 3 سبتمبر 2006، بعدما خسر أمام بنيامين بيكير بأربع مجموعات في الدور الثالث من بطولة أمريكا المفتوحة لكرة المضرب، حين قرر الاعتزال.
أجاسي ولد ويعيش في مدينة لاس فيجاس، بولاية نيفادا، وهو من أصول إيرانية أرمينية وآشورية. ولد في عام 1970، وأصبح لاعب كرة مضرب محترف في عام 1986. يفوق مجموع جوائزه 31 مليون دولار أمريكي. أصبح المصنف الأول عالمياً أول مرة في 10 أبريل عام 1995.
متزوج من لاعبة كرة المضرب الألمانية السابقة شتيفي غراف، ولهما طفلان.

## أبرز الإنجازات

### بطولات الغراند سلام
| العام | البطولة                     | الخصم في المباراة النهائية | النتيجة                 |
| ----- | --------------------------- | -------------------------- | ----------------------- |
| 1992  | بطولة ويمبليدون             | غوران إيفانيسيفيش          | 6-7، 6-4، 6-4، 1-6، 6-4 |
| 1994  | بطولة أمريكا المفتوحة       | مايكل ستيتش                | 6-1، 7-6، 7-5           |
| 1995  | بطولة أستراليا المفتوحة     | بيت سامبراس                | 4-6، 6-1، 7-6، 6-4      |
| 1999  | بطولة فرنسا المفتوحة        | أندري ميدفيديف             | 1-6، 2-6، 6-4، 6-3، 6-4 |
| 1999  | بطولة أمريكا المفتوحة (2)   | تود مارتن                  | 6-4، 6-7، 6-7، 6-3، 6-2 |
| 2000  | بطولة أستراليا المفتوحة (2) | يفغيني كافلنيكوف           | 3-6، 6-3، 6-2، 6-4      |
| 2001  | بطولة أستراليا المفتوحة (3) | أرنو كليمان                | 6-4، 6-2، 6-2           |
| 2003  | بطولة أستراليا المفتوحة (4) | راينر شوتلر                | 6-2، 6-2، 6-1           |

### ملخص
- الغراند سلام: 8
- كأس الماسترز: 1 (عام 1990، في فرانكفورت، ألمانيا)
- الميدالية الأولمبية الذهبية: 1 (في أولمبياد عام 1996، في أطلانطا، الولايات المتحدة)
- سلسلة الماسترز: 17
- جولات كرة المضرب: 33

## وصلات خارجية
- أندريه أغاسي على موقع رابطة محترفي التنس (الإنجليزية)
- أندريه أغاسي على موقع الاتحاد الدولي لكرة المضرب (الإنجليزية)
- أندريه أغاسي على موقع كأس ديفيز (الإنجليزية)
- أندريه أغاسي على موقع قاعة مشاهير كرة المضرب الدولية (الإنجليزية)
- أندريه أغاسي على موقع بطولة ويمبلدون (الإنجليزية)
- أندريه أغاسي على موقع خلاصة التنس.كوم (الإنجليزية)
- أندريه أغاسي على موقع اللجنة الأولمبية الدولية (الإنجليزية)
- أندريه أغاسي على موقع أوليمبيديا (الإنجليزية)
- أندريه أغاسي على موقع اللجنة الأولمبية الصينية (الإنجليزية)
- أندريه أغاسي على موقع IMDb (الإنجليزية)
- أندريه أغاسي على موقع الموسوعة البريطانية (الإنجليزية)
- أندريه أغاسي على موقع إن إن دي بي (الإنجليزية)
- أندريه أغاسي على موقع ديسكوغز (الإنجليزية)
- أندريه أغاسي على موقع قاعدة بيانات الفيلم (الإنجليزية)